# Nedre Villtjärnen
Nedre Villtjärnen är en sjö i Lycksele kommun i Lappland och ingår i Umeälvens huvudavrinningsområde. Sjön har en area på 0,0486 kvadratkilometer och ligger 279,3 meter över havet.

## Delavrinningsområde
Nedre Villtjärnen ingår i det delavrinningsområde (721094-161751) som SMHI kallar för Mynnar i Bjurbäcken. Medelhöjden är 307 meter över havet och ytan är 14,2 kvadratkilometer. Det finns inga avrinningsområden uppströms utan avrinningsområdet är högsta punkten. Vattendraget som avvattnar avrinningsområdet har biflödesordning 4, vilket innebär att vattnet flödar genom totalt 4 vattendrag innan det når havet efter 219 kilometer. Avrinningsområdet består mestadels av skog (86 procent) och sankmarker (11 procent). Avrinningsområdet har 1,6 kvadratkilometer vattenytor vilket ger det en sjöprocent på 2,2 procent.